# Iwan Wladimirowitsch Sergejew
Iwan Wladimirowitsch Sergejew (russisch Иван Владимирович Сергеев; * 11. Mai 1995 in Tscherepowez) ist ein russischer Fußballspieler.

## Karriere

### Verein
Sergejew begann seine Karriere bei Strogino Moskau. In der Winterpause der Saison 2013/14 rückte er in den Kader der ersten Mannschaft von Strogino. Bis Saisonende kam er zu fünf Einsätzen in der Perwenstwo PFL. In der Saison 2014/15 kam er zu 29 Drittligaeinsätzen, in denen er sechsmal traf. In der Saison 2015/16 spielte er bis zur Winterpause 23 Mal für den Hauptstadtklub und erzielte dabei zehn Tore. Im Juni 2016 wurde er nach Lettland an den Erstligisten Riga FC verliehen. Bis zum Ende der lettischen Spielzeit kam er zu sieben Einsätzen in der Virslīga.
Im Januar 2017 kehrte der Angreifer wieder nach Moskau zurück. Bis zum Ende der Spielzeit 2016/17 absolvierte er dort zehn Drittligapartien. In der Saison 2017/18 absolvierte er bis zur Winterpause 16 Spiele, in denen er ebenso viele Tore erzielte. Im Januar 2018 wechselte er zum Zweitligisten FK Tambow. Bis Saisonende kam er zu sieben Einsätzen für Tambow in der Perwenstwo FNL. Zur Saison 2018/19 wurde Sergejew an den Drittligisten Torpedo Moskau verliehen. Für Torpedo kam er bis zum Ende der Leihe zu 26 Drittligaeinsätzen, in denen er 16 Tore erzielte. Mit dem Hauptstadtklub stieg er zu Saisonende in die zweite Liga auf. Im Juni 2019 wurde er von Torpedo fest verpflichtet.
In der COVID-bedingt abgebrochenen Saison 2019/20 kam er 27 Zweitligaeinsätzen, in denen er 14 Tore erzielte. Damit wurde er gemeinsam mit Alexander Rudenko Torschützenkönig der Perwenstwo FNL. Nach drei weiteren Einsätzen für Torpedo zu Beginn der Saison 2020/21 wechselte er im August 2020 zum Ligakonkurrenten Krylja Sowetow Samara. In Samara verpasste er kein einziges Saisonspiel und kam bis Saisonende somit auf 39 Einsätze, in denen er 40 Tore erzielte, womit er zum zweiten Mal in Folge Torschützenkönig der zweiten Liga wurde und zudem einen großen Anteil daran hatte, dass Samara zu Saisonende in die Premjer-Liga aufstieg. Nach dem Aufstieg debütierte er im Juli 2021 gegen Achmat Grosny in der höchsten Spielklasse Russlands. Bis zur Winterpause kam er zu 18 Erstligaeinsätzen, in denen er sechs Tore erzielte.
Im Januar 2022 wechselte er zum Ligakonkurrenten Zenit St. Petersburg. Bis Saisonende machte er vier Tore in elf Einsätzen für Zenit. In der Saison 2022/23 kam er auf zehn Tore in 26 Spielen. In der Saison 2023/24 traf er sechsmal in 26 Einsätzen. Nach weiteren drei Einsätzen zu Beginn der Saison 2024/25 kehrte Sergejew im September 2024 nach Samara zurück.

### Nationalmannschaft
Im November 2021 wurde Sergejew erstmals in den Kader der A-Nationalmannschaft berufen. Im Oktober 2023 debütierte er in einem Testspiel gegen Kenia für die A-Nationalmannschaft.

## Erfolge
- Russischer Drittligameister: 2019
- Russischer Zweitligameister: 2021
- Torschützenkönig der Perwenstwo PFL Zentral: 2018 (16 Tore), 2019 (16 Tore)
- Torschützenkönig der Perwenstwo FNL: 2020 (14 Tore), 2021 (40 Tore)